# Cunoniaceae
Le Cunionacee (Cunoniaceae R.Br., 1814) sono una famiglia di piante angiosperme tradizionalmente assegnate all'ordine Rosales, che la moderna classificazione APG ha ricollocato tra le Oxalidales.

## Descrizione
La famiglia comprende specie arboree e arbustive, sia sempreverdi che caducifoglie.

## Distribuzione e habitat
La famiglia è diffusa nell'emisfero australe. La maggiore biodiversità si concentra in Australia e Tasmania (15 generi), nelle isole dell'oceano Pacifico meridionale (11 generi), e in Nuova Guinea. La famiglia è presente anche in America centrale, nei Caraibi e in Sud America; la presenza nel continente africano è limitata all'Africa australe (ove sono presenti due specie: Cunonia capensis e Platylophus trifoliatus), al Madagascar, alle isole Comore e alle isole Mascarene; la famiglia è pressoché assente dall'Asia continentale con l'eccezione della penisola malese; è presente nelle isole della Sonda, nelle Molucche, nelle Filippine, in Nuova Zelanda, e in numerose isole dell'oceano Pacifico meridionale tra cui le isole Solomon, le isole Samoa, Vanuatu e le isole Figi.

Alcuni dei generi hanno una distribuzione disgiunta in continenti differenti: p.es. Cunonia (presente in Africa australe e Nuova Caledonia), Eucryphia (Australia e Sudamerica), Weinmannia sect. Weinmannia (America Latina e isole Mascarene).

## Tassonomia
La famiglia Cunoniaceae comprende i seguenti generi:
- Ackama A.Cunn.
- Acrophyllum Benth.
- Aistopetalum Schltr.
- Anodopetalum A.Cunn. ex Endl.
- Bauera Banks ex Andrews
- Caldcluvia D.Don
- Callicoma Andrews
- Ceratopetalum Sm.
- Codia J.R.Forst. & G.Forst.
- Cunonia L.
- Davidsonia F.Muell.
- Eucryphia Cav.
- Geissois Labill.
- Gillbeea F.Muell.
- Hooglandia McPherson & Lowry
- Karrabina Rozefelds & H.C.Hopkins
- Lamanonia Vell.
- Opocunonia Schltr.
- Pancheria Brongn. & Gris
- Platylophus D.Don
- Pseudoweinmannia Engl.
- Pterophylla D.Don
- Pullea Schltr.
- Schizomeria D.Don
- Spiraeanthemum A.Gray
- Vesselowskya Pamp.
- Weinmannia L.

### Alcune specie

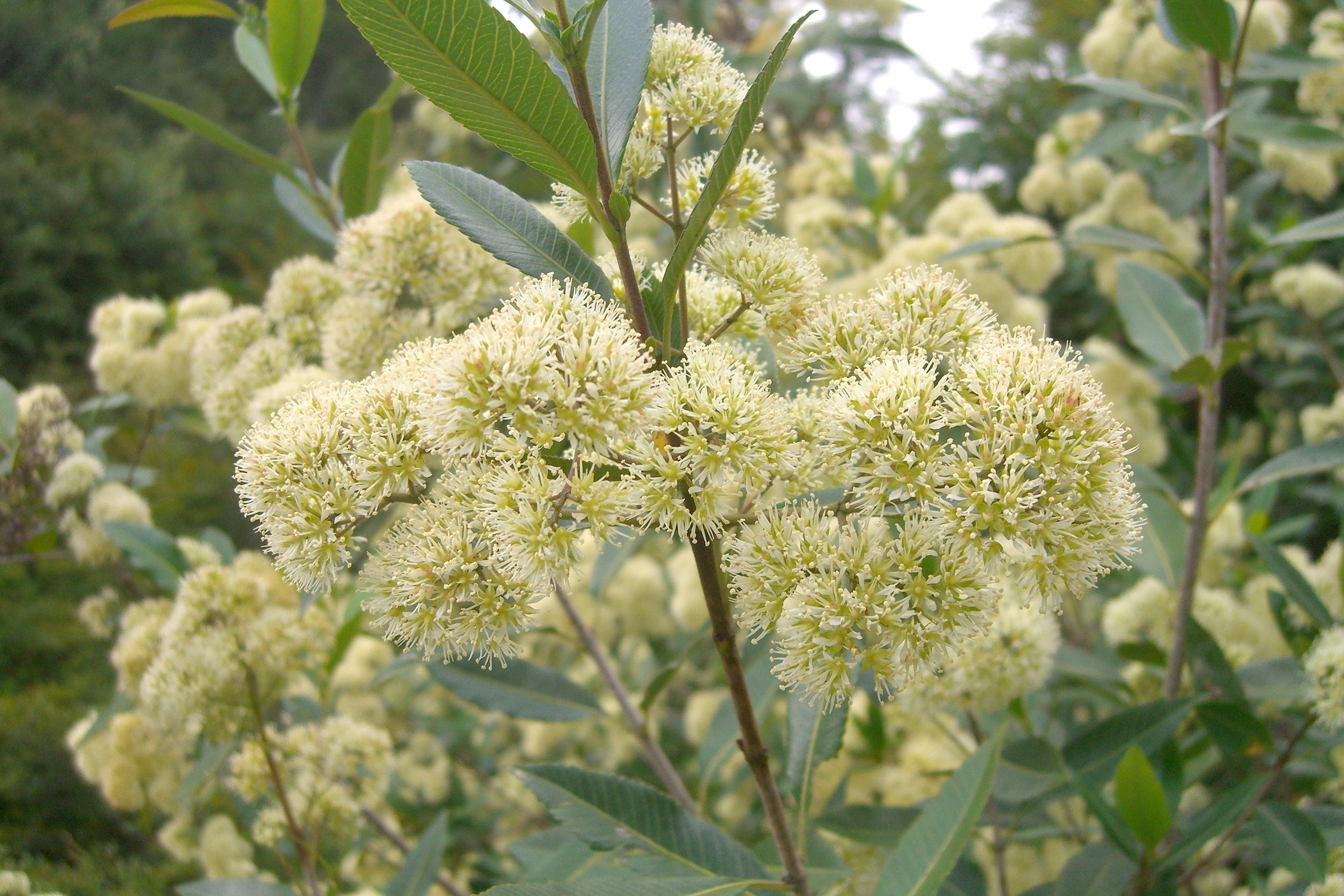
Caldcluvia paniculata
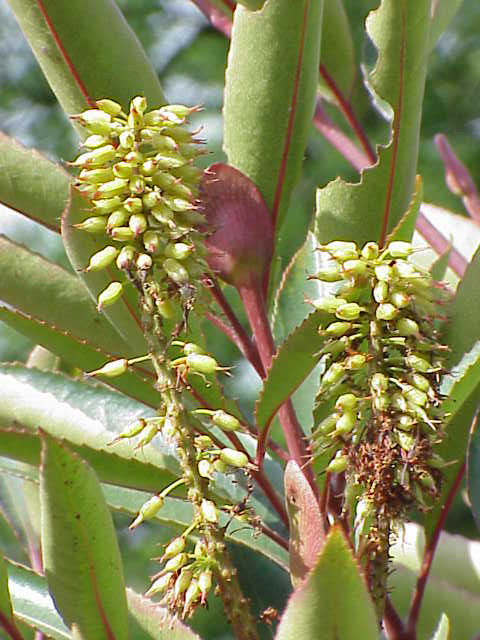
Cunonia capensis
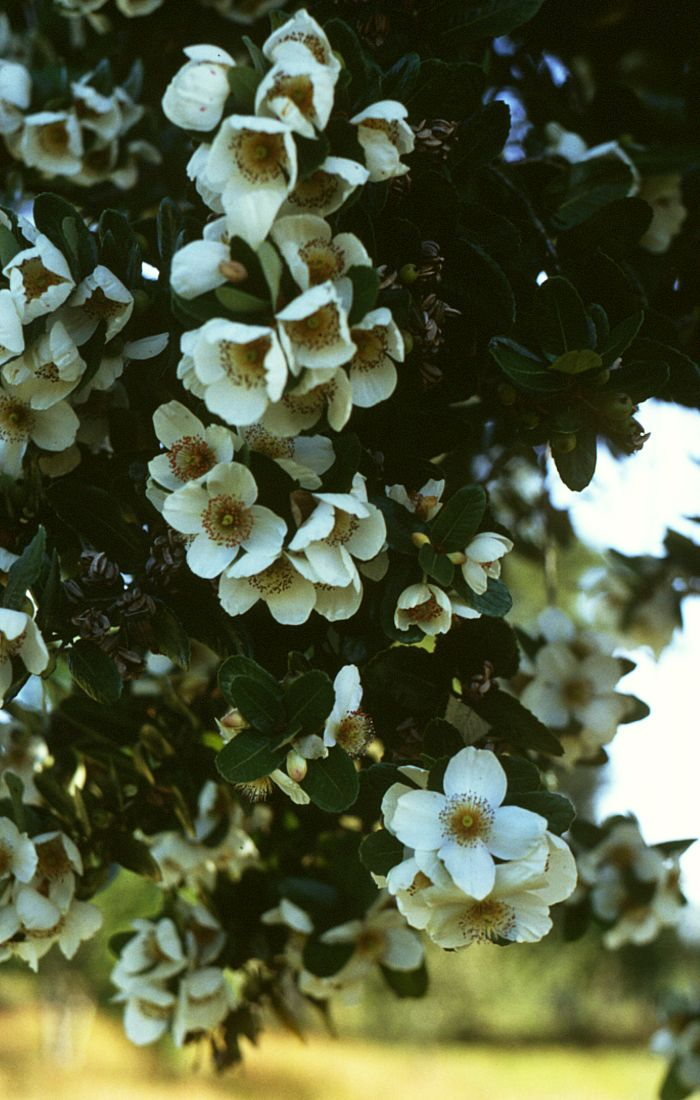
Eucryphia cordifolia
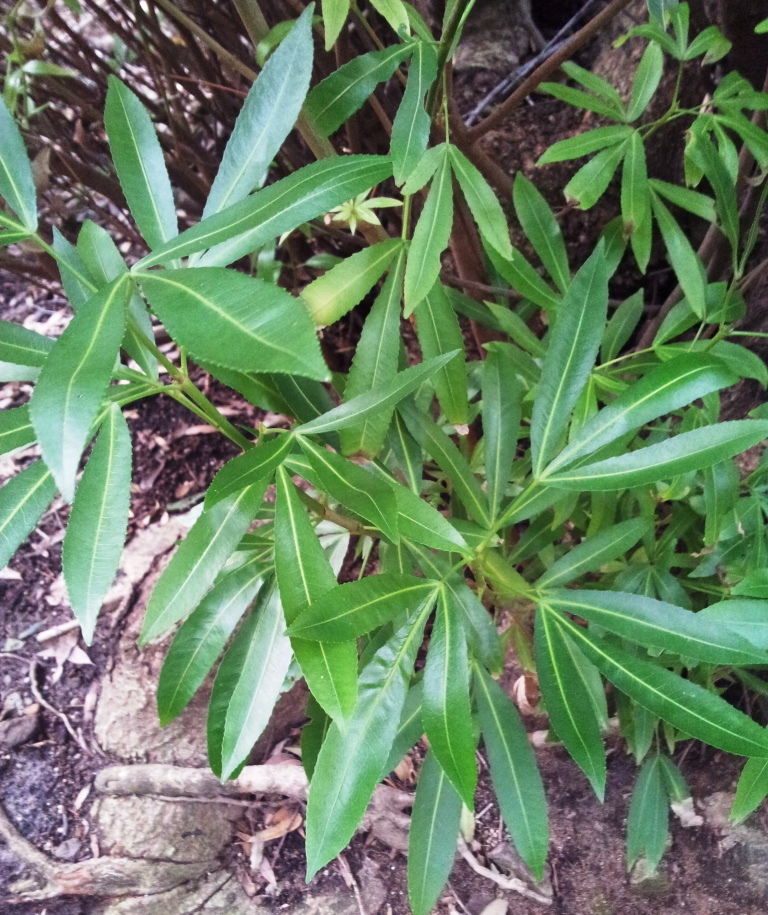
Platylophus trifoliatus
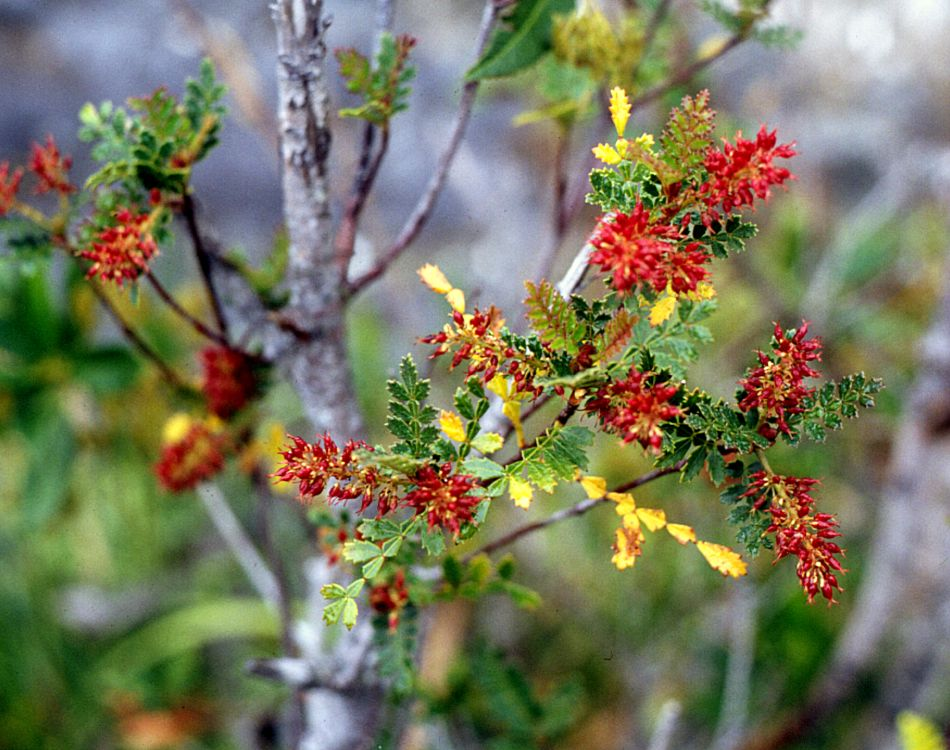
Weinmannia trichosperma